# Bataille de Magorone
Insurrection de Boko Haram
Batailles
La bataille de Magorone a lieu le 16 avril 2019 pendant l'insurrection de Boko Haram.

## Prélude
Après le regain d'attaques djihadistes au cours des mois précédents, le commandement de la Force multinationale mixte décide d'envoyer des troupes tchadiennes en renfort au Nigeria. Le 22 février, 500 soldats tchadiens entrent au Nigeria.

## Déroulement
Le soir du 16 avril, les djihadistes de l'État islamique en Afrique de l'Ouest attaquent les troupes tchadiennes à Magorone, une localité située à une centaine de kilomètres au nord de Maiduguri. L'assaut est repoussé.
Le lendemain, le chef d'état-major de l'armée tchadienne, le général Taher Erda, se rendit sur place pour encourager les troupes.

## Pertes
RFI rapporte que d'après un officier tchadien présent sur place, deux soldats tchadiens ont été tués et douze autres blessés contre 53 morts du côté des djihadistes. Du matériel militaire, dont un véhicule armé d'un canon, sont également récupérés.